# ローランド・Fantomシリーズ
Fantom（ファントム）は、ローランドが販売しているシンセサイザーの型番・商品名及びそれらのシリーズ名である。大きな液晶画面と、4つのノブ、D-Beamコントローラー（ディ・ビーム - ）と呼ばれる独自のコントローラーなどが特徴である。Fantom-Xにはシンセサイザーとしてはじめてカラー液晶が搭載された。

## シリーズ一覧

### Fantom FA-76
それまでのローランドのミュージックワークステーションであったXPシリーズの後継機として発売されたモデル。2001年発売。QVGAの液晶をコルグ社のTRINITYに次いで搭載し、独自のD-Beamコントローラーを搭載していた。また、XP-80に搭載されていたスライダーに代わり、ADSRやコントロールを割り当てることができる4つのノブが搭載された。
XP-80同様、エクスパンション・ボードにより波形・音色の拡張が出来るが、従来のSR-JV80シリーズとは互換性の無いSRXシリーズも新たに搭載できるようになっている。
発売当初、テレビでいち早くパフォーマンスに使用したのは、当時活動を再開したチューリップで財津和夫も弾き語りで使用していた。小室哲哉も当時、自身のスタジオに配備したり再始動させたばかりのTM NETWORKのライブに使用、またglobeや自身のユニットGABALLで使用していた。
- 鍵盤数：76鍵
- 最大同時発音数：64音
- エクスパンション・ボードスロット数：SR-JV80シリーズ用1スロット、SRXシリーズ用2スロット
- 波形メモリー容量：64MB（16bit リニア換算時）
- MFX数:3

### Fantom-S / S88
2003年発売。上のFantomのマイナーチェンジモデルという位置づけだが、実質新製品といえる。シーケンサーはさらに進化し、サンプリングでは「スキップバック・サンプリング」と、まったく違う部分が多数ある。61鍵のFantom-Sと、ウェイテッド88鍵のFantom-S88がラインナップされた。
このシリーズより、サンプルを扱うことが出来るようになり、同時にダイナミック・パッド・バンクと呼ばれる16個のパッドが搭載された。機種名の"S"はSampling（サンプリング）を表す。
2008年になっても、後発機種が出ているにもかかわらず、小室哲哉と浅倉大介は自身らの機材のラインナップにFantom-Sを組み込んでいた。
一説には後発のFantom-Xシリーズより、高音域の音がキビキビした出音がするとのことで、トランス系の楽曲製作に向いているとの意見がある一方、ノイズが発生するとの意見もある。
- 鍵盤数：61鍵 / 88鍵
- 最大同時発音数：64音（サンプリング部と共通）
- エクスパンション・ボード数：SRXシリーズ用4スロット
- 波形メモリー容量：64MB
- MFX数：3

### Fantom-X6 / X7 / X8 / Xa / XR
Fantom-Sのマイナーチェンジモデル。2004年発売。主な変更点として、カラー液晶の搭載、ラインナップの拡充（76鍵モデル、XVシリーズ以来となるラック音源）、新規波形の搭載、同時発音数が128に増加、など。後にFantom-XにAudio Track Expansion、Fantom-XRにSample Tools Expansionが発売され、デジタルオーディオワークステーション(DAW)的な使い方が出来るようになった。
Fantom-X6は、JYONGRIのファーストシングル『Possession』で、彼女がキーボードを前方に傾斜させてセッティングできるオーダーメイドのスタンドにセットして使用したことで有名。Fantom-X8は主立って、テレビでは『堂本兄弟』でえなりかずきが使用し、小室哲哉もTM NETWORKやglobeのライブパフォーマンスでFantom-X8を使用していた。
再結成したプリンセス プリンセスにおいて、今野登茂子はFantom-X7をフロントシンセに使用した。
2016年現在では、姫神・星吉紀がライブパフォーマンスでFantom-X6を使用。複数台セットすることもある。
- 鍵盤数：61鍵 / 76鍵/ 88鍵（ウェイテッド鍵盤）
- 最大同時発音数：128音（サンプリング部と共通）
- エクスパンション・ボード数：SRXシリーズ用4スロット（Fantom-XRは6スロット）
- 波形メモリー数：128MB（うち64MBはFantom-Sと同一）
- MFX数：3

### Fantom-G6 / G7 / G8
Fantom-Xの後継機。2008年発売。世界初となるワイドVGA液晶の搭載、パッチ変更の際リリース音が消失しない、新エクスパンション・ボードARXシリーズの増設が可能になるなど、ライブ演奏面が強化された。また、この機種で再びスライダーが搭載され、ノブとの併用が可能になった。2011年にFantom-G7が生産終了し、G6とG8も2012年4月をもって生産終了した。これと前後して、シーケンス部分とサンプラーをオミットして音色作成とライブパフォーマンスに重きを置いたJUPITER-80、モジュールとしてINTEGRA-7がリリースされ、これらが実質的な後継のフラッグシップシンセとなった。ローランドのミュージックワークステーションとしては、2014年2月にミドルモデルクラスのFAシリーズにラインナップを移した。
Gシリーズでは大幅に容量が増加、USBマウス対応になるなどの強化が見られる。
小室哲哉は本シリーズのリリース当初、TM NETOWRKのライブでピアノ音色の演奏をメインにFantom-G8を使用。その後のライブでは、同社V-Synth GT等と共にFantom-G7を使用していた。さらに、その後のTM NETWORK等のライブや創作環境においてはFantom-G6を使用。複数展開させたソフトシンセをオペレートすべく、特注の半透明オレンジ色のプラスチック製ボードをシンセ本体右側に搭載し、その上でマウスを操作しながら使用している。
補足ながら小室の機材変遷にあっては、メインシンセをKORG KRONOSや特別バージョンまで開発させたYAMAHA MOTIF XFへ使用を切り替えたにもかかわらず、結局Fantom-G6へ使用を戻す傾向となっている。
- 鍵盤数：61鍵/ 76鍵/ 88鍵（ウェイテッド鍵盤、G8はPHAⅡアイボリー・フィール鍵盤）
- 最大同時発音数：128音（サンプリング部と共通）
- エクスパンション・ボード数：ARXシリーズ用2スロット
- 波形メモリー数：256MB
- 16パート個別のマルチエフェクトをインサート可能であり2008年11月11日時点で世界No.1のハードウェアDAWであった。

### FANTOM6 / 7 / 8
Fantom-G6とG8の生産終了後、直系の後継機種はしばらくの間は発売されなかったが、2019年9月に発売された新しいフラッグシップモデルがFANTOMを名乗ることでシリーズ復活となった。
ZEN-Core音源（PCM音源とアナログモデリング音源を融合した物）＋ V-Piano ＋ Super Natural音源 ＋ バーチャルトーンホイールオルガン音源のハイブリッド形式となっており、アナログフィルターのエミュレーションであるVCFフィルターも備える。また、MODEL Expansionという、拡張音源をインストールして複数のパートに割り当てて使用することも可能。
- 鍵盤数：61鍵/ 76鍵/ 88鍵（新開発のセミウェイテッド鍵盤、8はPHA-50エスケープメント付きピアノタッチ鍵盤）
- 最大同時発音数：256音（VCFフィルターを使用した場合は若干減る。V-Pianoとバーチャルトーンホイールオルガン音源は制限なし）

### FANTOM-06 / 07 / 08
2019年発売のFANTOMシリーズの廉価機。同時に2014年発売のFAシリーズの後継機である。
2022年3月発売。
基本機能や外観はFANTOMを踏襲しているが随所で違いが見られる。
FANTOMシリーズとの主な違いは以下の通り。
- V-Pianoを削減
- 追加音源の制限
- 筐体素材をアルミから樹脂に変更
- 鍵盤ユニットの変更（アフタータッチは無し)
- 大幅な軽量化(全モデルに於いて約半分以下の重量)

FAシリーズの後継機ではあるがFAにあったようなフルエディット可能なシーケンサーは搭載しておらずクリップパターンベースの簡易シーケンサーのみ搭載している。
従って本体のみで曲を作り込むことは基本的に出来ず、細かいエディットまでするならばDAW併用が必須となる。
よってローランドもFAで使っていた"ミュージック・ワークステーション"ではなく"シンセサイザー・キーボード"と当機を呼称している。
そういう意味ではYAMAHA MOTIF XF(MOXF)とMONTAGE(MODX)の関係と似ていると言える。

### FANTOM 6 EX  / 7 EX / 8 EX
2023年発売。FANTOMの機能拡張版であり、外見構造は殆ど変わらないが右上に「EX」の文字が追加されている。
JD-800、新しいピアノ音源、ACBテクノロジー版のJupiter-8、SH-101、WaveTableシンセ n/zyme（エンザイム）といった各種音源が搭載された。
また、既存のFANTOMに対しても、Roland Croudに加入しクラウド上でライセンスを購入(199ドル)することでEXと同等の機能にアップデートすることが可能となっている。

## D-Beamコントローラー
Rolandのシンセにのみ搭載されているコントローラーで、赤外線を出し、跳ね返ってくる時間と距離をパラメータとして制御するものである。ソロシンセをこれに割り当て、テルミンのように演奏したり、コントロールチェンジを割り当て、ベンダー他のコントローラーと同様に扱うといったことができる。
Fantomシリーズだけでなく、V-Synth、JUNO-D等にも搭載されている。また、シンセサイザー以外にもギターシミュレーターVG-99にも搭載されている。